# Ивович, Марко
Ма́рко И́вович (серб. Марко Ивовић; 22 декабря 1990, Лиг) — сербский волейболист, доигровщик клуба «Локомотив» и сборной Сербии. Победитель Чемпионата Европы и Мировой лиги.

## Карьера
Профессиональную карьеру Марко Ивович начал в сербском клубе «Войводина», где он отыграл в её составе 4 сезона. После этого выступал в составе турецкого «Малийе Милли Пиянго», где стал самым результативным доигровщиком турецкого первенства.
Сезон 2013/14 провёл в составе французского клуба «Пари Воллей», с которым стал вице-чемпионом первенства Франции. Также французы выиграли Кубок ЕКВ, а Ивович сталсамым ценным игроком финала между «Пари Воллей» и нижегородской Губернией.
В 2015 году стал чемпионом Польши в составе «Ресовии» из Жешува, а также стал вице-чемпионом Лиги чемпионов. Сезон 2015/16 провёл в составе белгородского «Белогорья», после чего вернулся в «Ресовию».
В 2013 году дебютировал в составе сербской сборной. В том же году стал бронзовым призёром чемпионата Европы, а два года спустя стал вице-чемпионом Мировой лиги. В 2016 году Ивович был одним из ключевых игроков сербской сборной, впервые выигравшей Мировую лигу, а по итогам турнира получил приз самому ценному игроку и вошёл в символическую сборную.